# Gobierno de Ricardo Pérez Godoy
El gobierno de Ricardo Pérez Godoy inició el 18 de julio de 1962, luego del golpe militar del 17 de julio, en el cual entró la Junta Militar de Gobierno, presidida por Pérez Godoy, junto a Nicolás Lindley López, Pedro Vargas Prada y Juan Francisco Torres Matos.

## Golpe de Estado
Ricardo Pérez Godoy se desempeñaba como presidente del Comando Conjunto de las Fuerzas Armadas cuando se dieron las polémicas elecciones del 10 de junio de 1962; en los días siguientes, el militar desconoció las elecciones, haciéndose eco de las denuncias de fraude en varios departamentos. Ante la insistencia del Jurado Electoral de continuar con el escrutinio, pese a que se había denunciado el fraude, las Fuerzas Armadas dieron un ultimátum al jurado electoral para que anulara las elecciones y convocara a otras, lo que no consiguió. Es entonces que se produjo el golpe de Estado que derrocó al presidente Manuel Prado Ugarteche, el 17 de julio de 1962, instaurándose la Junta Militar de Gobierno.

## Gobierno
Se promulgó la Ley de bases para la Reforma Agraria que creó el IRAC (Instituto de Reforma Agraria y Colonización) e inició el proceso de la reforma agraria en el valle de La Convención, Cusco.[cita requerida]
Obras que hizo:
- La creación de la Comisión Nacional de Cultura.
- La creación del Sistema Nacional de Planificación del Desarrollo Económico y Social del Perú.
- Ley orgánica de la empresa Petrolera Fiscal, para orientar a la petrolera estatal a su desarrollo.
- Se promulgó las bases de la reforma Agraria.

## Autoridades

### Ministros
| Ministerio                           | Ministros                                                             | Periodo |
| ------------------------------------ | --------------------------------------------------------------------- | --- |
| Presidencia del Consejo de Ministros | Nicolás Lindley López                                                 | 18 de julio de 1962 - 3 de marzo de 1963                                                                                                   |
| Relaciones Exteriores                | Luis Edgardo Llosa González-Pavón                                     | 18 de julio de 1962 - 3 de marzo de 1963                                                                                                   |
| Agricultura y alimentación           | Jesús Melgar Escuti José Gagliardi Schiaffino Alfonso Terán Brambilla | 18 de julio de 1962 - 20 de noviembre de 1962 20 de noviembre de 1962 - 4 de diciembre de 1962 4 de diciembre de 1962 - 3 de marzo de 1963 |
| Trabajo y asuntos indígenas          | José Gagliardi Schiaffino                                             | 18 de julio de 1962 - 3 de marzo de 1963                                                                                                   |
| Hacienda y Comercio                  | Augusto Valdez Oviedo                                                 | 18 de julio de 1962 - 3 de marzo de 1963                                                                                                   |
| Salud pública y asistencia social    | Victor Solano Castro                                                  | 18 de julio de 1962 - 3 de marzo de 1963                                                                                                   |
| Justicia y Culto                     | Juan Orrego Aguinaga                                                  | 18 de julio de 1962 - 3 de marzo de 1963                                                                                                   |
| Educación pública                    | Franklin Pease Olivera                                                | 18 de julio de 1962 - 3 de marzo de 1963                                                                                                   |
| Fomento y Obras Públicas             | Máximo Verástegui Izurieta                                            | 18 de julio de 1962 - 3 de marzo de 1963                                                                                                   |
| Gobierno y Policía                   | Juan Bossio Collas Germán Pagador Blondet                             | 18 de julio de 1962 - 10 de octubre de 1962 10 de octubre de 1962 - 3 de marzo de 1963                                                     |
| Aeronáutica                          | Pedro Vargas Prada                                                    | 18 de julio de 1962 - 3 de marzo de 1963                                                                                                   |
| Marina                               | Juan Francisco Torres Matos                                           | 18 de julio de 1962 - 3 de marzo de 1963                                                                                                   |
| Guerra                               | Nicolás Lindley López                                                 | 18 de julio de 1962 - 3 de marzo de 1963                                                                                                   |